# Црногоризација
Црногоризација или црногоризовање је појам којим се означава процес асимилације, односно превођења појединаца или група из њиховог матичног етничког корпуса у црногорски етнички, односно национални корпус. У политичком и друштвеном животу, овај појам је почео да се употребљава у раздобљу између два светска рата. Као сложена друштвена појава, црногоризација се испољава у неколико различитих видова, првенствено у облику културолошке асимилације, односно акултурације, а манифестује се у форми етничке, лингвистичке, религијске, социјалне или политичке асимилације.

## Карактеристике
Процес црногоризације је првенствено усмерен према Србима у Црној Гори и Хрватима у Боки Которској, као и према преосталом делу етничких Муслимана у Црној Гори, који се не изјашњавају као Бошњаци. У историјском контексту, први наговештаји ових појава могу се препознати у периоду након ослобођења Старе Херцеговине од турске власти и прикључења Кнежевини Црној Гори (1878), када су се појавила настојања да се дотадашњи регионални идентитет тамошњих херцеговачких Срба замени новим идентитетом, заснованим на регионалним традицијама Старе Црне Горе.
Почетком 20. века, процес црногоризације је попримио шира политичка и идентитетска обележја. У раздобљу између два светска рата, црногоризација је била повезана са политичким деловањем такозваних Зеленаша (поборника државне самосталности Црне Горе), односно са деловањем првака Црногорске федералистичке странке, међу којима се посебно истицао Секула Дрљевић. На другој страни, црногоризацију је из другачијих побуда подстицао и Савић Марковић Штедимлија. Након слома Краљевине Југославије (1941) и стварања марионетске Независне Државе Црне Горе (1941-1944), поборници црногоризације су под окриљем италијанских и немачких окупатора покушали да афирмишу своје идеје, у чему су делимично успели.
Пошто се Коминтерна у својим програмским документима званично залагала за стварање посебне црногорске нације, такав став је усвојила и Комунистичка Партија Југославије. Приликом припрема за одржавање Пете земаљске конференције КПЈ у јесен 1940. године, црногорски комуниста Милован Ђилас је одлучно заступао став о самобитности црногорске нације, у чему су га подржали Едвард Кардељ и Јосип Броз Тито, док је Моша Пијаде сматрао да се процес формирања посебне црногорске нације још увек налази у својој прелазној, односно развојној фази.
Приликом оснивања Народноослободилачког одбора за Црну Гору и Боку, који је створен почетком 1942. године, поставило се питање о оправданости укључивања Полимља у будућу црногорску федералну јединицу, пошто је било очигледно да на полимским подручјима која су Краљевини Црној Гори била прикључена тек 1912. године не постоји развијена свест о регионалној црногорској припадности. Стога је тежиште рада на територијалном заокруживању будуће црногорске федералне јединице преусмерено ка Боки Которској, иако ова област никада у историји није била део Црне Горе. У првој фази изградње нових органа власти, посебност Боке је привидно поштована путем равноправног истицања у званичном називу Земаљског антифашистичког вијећа народног ослобођења Црне Горе и Боке (1943). Међутим, већ приликом претварања овог тела у Црногорску антифашистичку скупштину народног ослобођења (1944), помен Боке је изостављен из новог назива, те је тако ова покрајина, настањена национално свесним Србима и Хрватима, по први пут у историји подведена под Црну Гору.
Након ослобођења земље у јесен 1944. године и стварања Народне Републике Црне Горе као федералне јединице у саставу нове Југославије (1945), комунистички режим је озваничио посебну црногорску нацију, чиме је постављена основа за организовано спровођење процеса црногоризације. Током првих послератних година, један од најистакнутијих заговорника такве политике био је црногорски комуниста Милован Ђилас, чији су ставови постали окосница званичне партијске и државне политике.
Партијске смернице су додатно уобличене у виду наменског конструисања црногорске "националне" историје, а тај сложени задатак је поверен историчару Јагошу Јовановићу, који је 1947. године објавио обимно дело под насловом: Стварање црногорске државе и развој црногорске националности: Историја Црне Горе од почетка VIII вијека до 1918. године. Појавом овог дела, које је било наручено од стране партијског и државног апарата, постављена је основа за убрзану црногоризацију целокупне регионалне историје.
Форсирана црногоризација, која је у раздобљу између 1944. и 1948. године захватила све области друштвеног живота, достигла врхунац у време првог послератног пописа становништва, који је спроведен у марту 1948. године. Званични резултати пописа су приказивали Црну Гору као етнички најхомогенију федералну јединицу, са преко 90% етничких Црногораца у односу на укупан број становника, што је изазвало неверицу у стручној и осталој јавности, а додатну сумњу у исправност званичних података побудиле су вести да је целокупан пописни материјал недуго након "обраде" уништен у погонима за прераду папира. Иако је црногоризација била спровођена уз употребу свих средстава, комунистички режим ипак није приступио озваничењу посебног црногорског језика, већ је језичку норму засновао на конструисању општег српскохрватског језика.
Након распада Југославије и промене друштвено-политичког уређења, дошло је до делимичног и привременог заокрета у односу државних власти према вођењу националне политике, тако да је у новом Уставу Републике Црне Горе из 1992. године било назначено: У Црној Гори у службеној употреби је српски језик ијекавског изговора (чл. 9). Међутим, након стварања Државне Заједнице Србије и Црне Горе (2003) и потоњег проглашења државне независности Црне Горе (2006), процес црногоризације је добио обележја званичне државне политике, која се од тада организовано спроводи у свим областима друштвеног, политичког и културног живота. Када је 2007. године усвојен нови Устав Републике Црне Горе, одредба о службеном језику је промењена тако што је српски језик замењен црногорским (чл. 13). Специфични видови религијске црногоризације огледају се у покушају стварања посебне Црногорске православне цркве, па чак и посебне Црногорске католичке цркве.

## Терминологија
У литератури и публицистици на српском језику, поред појма црногоризација (или црногоризовање) у сличном контексту се употребљавају и појмови дукљанизација (црногоризација старије историје) и монтенегризација (црногоризација у општем смислу). У литератури и публицистици на страним језицима, поред енглеског појма montenegrisation, односно montenegrinisation, такође се уоптребљавају: на немачком језику - појам montenegrinisierung, на француском језику - појам monténégrisation, на шпанском језику - појам montenegrización, а слични појмови се употребљавају и у литератури на другим језицима (руски: черногоризация, хрватски: crnogorizacija, италијански: montenegrizzazione. португалски: montenegrização).